# Ткаченко, Игорь Николаевич
Игорь Николаевич Ткаченко (14 января 1964, Фрунзе, Киргизская ССР, СССР) — советский, российский и киргизский футболист, играл на позиции защитник и полузащитник.

## Карьера
Воспитанник РСДЮШОР Фрунзе. Карьеру начинал в 1981 году в клубе «Семетей» из Фрунзе, который по итогам сезона с тремя очками в 40 матчах занял последнее место в зональном турнире второй лиги, Ткаченко принял участие в 20 матчах, отметившись 1 забитым голом. Следующий сезон провёл в клубе «Алга», затем выступал в первенстве республики за «Сельмашевец», однако в 1986 году вновь вернулся в «Алгу», за который выступал в течение 4 сезонов, проведя 100 матчей во второй лиге и забив 5 мячей. В 1990 году играл за «Достук», следом выступал за усть-каменогорский «Восток» и «Кристалл» из Чорткова. Летом 1992 года перешёл в екатеринбургский «Уралмаш», за который дебютировал 30 июля во Владикавказе в матче 17-го тура чемпионата России (0:2), выйдя на 86-й минуте матча на замену Алексею Юшкову. В 1994 году играл за «Металлург» из Новотроицка. В 1995 году переехал в Кыргызстан, где выступал за «Ротор» из Бишкека, «КВТ Динамо» Кара-Балта и «Эколог». Завершал карьеру в клубе «Дордой».